# Cüneyt Arkın
Fahrettin Cüreklibatır (Eskişehir, Turquía, 8 de septiembre de 1937-Estambul, 28 de junio de 2022), más conocido por su nombre artístico Cüneyt Arkın, fue un actor, director y productor de cine turco. Intervino en aproximadamente 248 películas y series de televisión. Fuera de Turquía aparece en los créditos como George Arkın. Sus películas han variado desde dramas con buenas críticas hasta varios mockbusters.
Durante los inicios de su carrera, Arkın fue conocido por participar en dramas históricos situados en los inicios del Imperio otomano y de los selçuk de Anatolia, tales como Malkoçoğlu Cem Sultan y Battal Gazi. A finales de la década de 1970 participó en varias películas políticas, las más famosas siendo las de la Trilogía Adam dirigidas por Remzi Aydın Jöntürk. Arkın y Jöntürk continuaron con su colaboración en varias películas más.
En la década de 1980 se hizo conocido en el extranjero por Dünyayı Kurtaran Adam (El hombre que salvó el mundo, también conocida como Star Wars turco), una película de bajo presupuesto conocida por incluir secuencias de Star Wars. Hoy en día es considerada una película de culto.

## Biografía
Nació en la aldea de Gökçeoğlu en el distrito de Alpu en la provincia de Eskişehir, Turquía, en una familia de origen tártaro de Crimea y nogayo.
Después de graduarse en la universidad como médico, Cüreklibatır se casó con Güler Mocan en 1965. En 1966, nació su hija Filiz. El matrimonio no prosperó debido a la carrera cinematográfica de Cüreklibatır.
En 1968 tomó el nombre artístico de Cüneyt Arkın y conoció a Betül Işıl, hija de una rica familia que poseía una fábrica de azulejos. Se casaron en 1970, pero se divorciaron al año siguiente. Poco después se volvieron a casar y tuvieron dos hijos, Murat y Kaan Polat. La esposa e hijos de Arkın han aparecido en varias de sus películas.

## Premios
Festival Internacional de Cine de Antalya
| Año  | Categoría   | Película             | Resultado |
| ---- | ----------- | -------------------- | --------- |
| 1969 | Mejor actor | İnsanlar Yaşadıkça   | Ganador   |
| 1976 | Mejor actor | Mağlup Edilemeyenler | Ganador   |

Festival Internacional de Cine de Adana
| Año  | Categoría   | Película    | Resultado |
| ---- | ----------- | ----------- | --------- |
| 1973 | Mejor actor | Yaralı Kurt | Ganador   |